# The Hawk Is Howling
| Совокупная оценка      | Совокупная оценка |
| Источник               | Оценка            |
| ---------------------- | ----------------- |
| Metacritic             | 76/100            |
| Оценки критиков        |                   |
| Источник               | Оценка            |
| Allmusic               | [ 2 ]             |
| NME                    | (9/10)            |
| Observer Music Monthly | [ 4 ]             |
| Pitchfork Media        | (4.5/10)          |
| PopMatters             | [ 6 ]             |
| Q                      | [ 7 ]             |
| The Skinny             | [ 8 ]             |
| Slant                  | [ 9 ]             |
| URB                    | [ 10 ]            |

The Hawk Is Howling — шестой студийный альбом шотландской рок-группы Mogwai, вышедший 22 сентября 2008 года на лейблах Wall of Sound, Play It Again Sam и Matador в Великобритании, Европе и США соответственно.

## Список композиций
| №                   | Название                                       | Длительность |
| ------------------- | ---------------------------------------------- | ------------ |
| 1.                  | «I'm Jim Morrison, I'm Dead»                   | 6:46         |
| 2.                  | «Batcat»                                       | 5:23         |
| 3.                  | «Danphe and the Brain»                         | 5:18         |
| 4.                  | «Local Authority»                              | 4:15         |
| 5.                  | «The Sun Smells Too Loud»                      | 6:58         |
| 6.                  | «Kings Meadow»                                 | 4:42         |
| 7.                  | «I Love You, I'm Going to Blow Up Your School» | 7:33         |
| 8.                  | «Scotland's Shame»                             | 8:00         |
| 9.                  | «Thank You Space Expert»                       | 7:55         |
| 10.                 | «The Precipice»                                | 6:42         |
| Общая длительность: | Общая длительность:                            | 63:29        |

## Участники записи
Mogwai
- Доминик Эйтчинсон – бас-гитара
- Стюарт Брейсвейт – гитара
- Мартин Баллок – ударные
- Барри Бёрнс – гитара, клавишные
- Джон Каммингс – гитара

Другие участники
- Джеймс Апарицио – ассистент
- Надя Брэдли – фотографии и дизайн
- Тони Дуган – запись "The Sun Smells Too Loud"
- Гарет Джонс – микширование
- Энди Миллер – продюсер
- Энди Уайтлок – запись мандолины на "Scotland's Shame"